# Rio Orsolina
L’Orsolina è un corso d'acqua a carattere torrentizio delle Dolomiti.
Nasce presso il crinale Roan, che separa la valle del Boite dalla val Fiorentina, fra il Col de la Puina e la Rocheta di Prendera, a circa 1.950 m.s.l.m. in comune di San Vito di Cadore.

## Corso del torrente
Percorre nel primo tratto la val de Busela, scorrendo fra il Col de la Ruoibes e il Col de Coroto. Raccoglie le acque del ru Sorarù e, dopo aver disegnato un’ansa in direzione sud, presso il ponte Intrà Les Aghes, incontra quelle del ru Coroto. 
Prosegue attraversando la località Sottiera fino a ricevere successivamente le acque del ru Tiera, sfociando infine nel Boite fra le borgate di Serdes e Villanova.